# Королевские военно-воздушные силы Дании
Королевские военно-воздушные силы Дании (дат. Kongelige Danske Flyvevåben) — один из видов вооружённых сил Королевства Дания.

## История
Армейская лётная школа была создана в 1912 году, преобразована в Армейский лётный корпус в 1923 году.
В период Второй мировой войны Дания была оккупирована немецкими войсками, и национальные ВВС были расформированы. Аэродромы, здания и сооружения использовались немецкими «люфтваффе».
4 апреля 1949 года Дания вступила в военно-политический блок НАТО и приняла обязательства о стандартизации используемого вооружения и военной техники с другими странами НАТО. Также была проведена реорганизация структуры вооружённых сил - и в 1950 году в результате объединения армейской авиации и морской авиации были созданы военно-воздушные силы Дании.
Весной 1980 года на вооружение ВВС Дании поступили первые серийные F-16.
ВВС Дании принимали участие в войне в Афганистане.
Дания принимала участие в войне в Ираке — военный контингент находился в стране с апреля 2003 по 21 декабря 2007 года. В 2005 году в страну была направлена авиагруппа в составе трёх вертолётов AS.550C2 «Fennec», которая находилась в Ираке в течение двух месяцев. В 2007 году в Ирак была направлена авиагруппа HELDET (4 вертолёта AS.550 «Fennec» и 100 военнослужащих), выполнившая 354 вылета в период с августа до конца декабря 2007 года.
ВВС Дании принимают участие в операции НАТО «Baltic Air Policing» по патрулированию воздушного пространства Эстонии, Латвии и Литвы.
В 2011 году Дания принимала участие в военной интервенции в Ливию. В состав группировки были направлены шесть F-16 и один C-130J-30 Super Hercules, а также лётно-технический персонал, первые четыре F-16 прибыли на Сицилию 19 марта 2011. 23 марта 2011 шесть датских F-16 совершили первые 12 вылетов, в ходе которых нанесли авиаудары по объектам на территории Ливии. В целом, только в ходе операции «Odyssey Dawn» (в период до начала миссии «Unified Protector») датские F-16 совершили 43 вылета, сбросив на объекты на территории Ливии 107 управляемых авиабомб. В общей сложности, в период до 31 октября 2011 года самолёты ВВС Дании совершили 599 вылетов, сбросив на объекты на территории Ливии 923 управляемых авиабомб.
В 2013-2022 гг. вооружённые силы Дании (в том числе, ВВС страны) участвовали в военной операции в Мали.

## Структура
Многие части датских ВВС официально именуются на английском языке.
Штаб ВВС (Flyverstaben), авиабаза Каруп
- Национальный командный центр воздушных операций (National Air Operations Centre), авиабаза Каруп
- Объединённая организация ВС контроля и координация транспорта (Joint Movement and Transportation Organization (JMTO)), авиабаза Каруп
- Экспедиционный оперативный штаб ВВС (Expeditionary Air Staff (EAS)), авиабаза Каруп (оперативное соединение, соответствует бригаде СВ, авиакрыло соответствует полку СВ)
- Истребительное авиакрыло (Fighter Wing), авиабаза Скрыдстрюп
  - Эскадрилья 727 (Eskadrille 727), 15× F-16AM/BM, перевооружается на F-35A
  - Эскадрилья 730 (Eskadrille 730), 15× F-16AM/BM, перевооружается на F-35A
  - Эскадрилья оперативной поддержки (Operations Support Squadron)
  - Авиаремонтная эскадрилья (Aircraft Maintenance Squadron)
  - Эскадрилья логистической поддержки (Logistic Support Squadron)
  - Резервные силы авиакрыла (Reservestyrker)
- Воздушно-транспортное авиакрыло (Air Transport Wing), авиабаза Ольборг
  - Эскадрилья 721 (Eskadrille 721)
    - авиазвено тактического авиатранспорта: 4× C-130J-30 Super Hercules
    - авиазвено воздушного наблюдения и правительственных авиаполетов: 4× CL-604

  - Эскадрилья 690 (Eskadrille 690) (ротный эквивалент, отвечает за авиамедицинскую эвакуацию и санитарный авиатранспорт)
  - Эскадрилья оперативной поддержки (Operations Support Squadron)
  - Авиаремонтная эскадрилья (Aircraft Maintenance Squadron)
  - Эскадрилья логистической поддержки (Logistic Support Squadron)
  - Резервные силы авиакрыла (Reservestyrker)
- Вертолётное авиакрыло (Helicopter Wing), авиабаза Каруп
  - Эскадрилья 722 (Eskadrille 722), 14× AW101 Merlin 
    - 6 военно-транспортные и
    - 8 поиско-спасательные (из них 3 находятся на постоянном дежурстве на площадках авиабаз Скрыдстрюп и Ольборг и гражданского аэропорта Роскилле)

  - Эскадрилья 723 (Eskadrille 723), 9× MH-60R Seahawk (поддержка ВМС)
  - Эскадрилья 724 (Eskadrille 724), 11× AS550 C2 Fennec (поддержка СВ и спецназа)
  - Лётная школа (Flyveskolen), 27× T-17 Supporter (лётная подготовка, авианаблюдение и курьерские полеты)
  - Эскадрилья оперативной поддержки (Operations Support Squadron)
  - Авиаремонтная эскадрилья (Aircraft Maintenance Squadron)
  - Эскадрилья логистической поддержки (Logistic Support Squadron)
  - Резервные силы авиакрыла (Reservestyrker)
- Крыло воздушного контроля (Air Control Wing), авиабаза Каруп
  - Центр воздушного контроля и оповещения (Control and Reporting Centre Karup (CRC Karup)), авиабаза Каруп (в оперативном подчинении центра CAOC Uedem в Германии)
  - Мобильный (экспедиционный) центр воздушного контроля (Mobile Air Control Centre) (включает два РЛ-расчета РЛС TPS-77 и несколько RAC-3D)
  - Эскадрилья 515 (Eskadrille 515) - пункт управления воздушного движения гражданского аэропорта Каструп (Копенгаген) вместе с государственной гражданской диспетчерской службы Naviair
  - РЛП Скаген (Radarhoved Skagen), with fixed RAT-31DL radar (РЛ-расчет на RAT-31DL, Скаген явлается самой северной точка Дании)
  - РЛП Скрыдстрюп (Radarhoved Skrydstrup) (РЛ-расчеты на двух РЛС AN/TPS-77, в районе истребительной авиабазы)
  - РЛП Борнхольм (Radarhoved Bornholm) (РЛ-расчет на РЛС S-723, о-в Борнхольм)
  - РЛП Сорнфелли (Radarhoved Sornfelli) (Фарерские острова)
- Крыло оперативной поддержки (Operations Support Wing), at Karup Air Base
  - Центр автоматизированной передачи данных (Joint Datalink Operations Centre)
  - Центр РЭБ (Elektronisk Krigsførelses- og Opdateringscenter)
  - Метеорологическая служба ВВС (Vejrtjenesten)
  - Служба радиозондирования (Radiosondetjenesten)
  - Служба охраны воздушных судов и эвакуации из зонах конфликтов (Air Mobile Protection and Recovery)
  - Служба охраны (Bevogtningstjenesten)
  - Служба служебных собак (Military Working Dog)
  - Центр основной подготовки ВВС (Flyvevåbnets Basisuddannelse)
  - Военный оркестр принца (Prinsens Musikkorps), казарма Скиве
  - Фотографическая служба ВВС (Flyvevåbnets Fototjeneste)

Высшая школа офицеров ВВС (Flyvevåbnets Officersskole (FLOS)), казарма Сванемёлленс, Копенгаген (Svanemøllens kaserne, København), вне состава ВВС. Входит в состав Военной академии (Forsvarsakademiet), которая подчинена непосредственно Kомандованию обороны (Forsvarskommandoen).

## Техника и вооружение
| Фото                   | Наименование                                  | Страна производства | Назначение                  | Количество      | Примечание |
| Боевые самолёты        | Боевые самолёты                               | Боевые самолёты     | Боевые самолёты             | Боевые самолёты | Боевые самолёты |
| ---------------------- | --------------------------------------------- | ------------------- | --------------------------- | --------------- | --- |
|                        | F-35A Lightning II                            | США                 | Многоцелевой истребитель    | 10              | |
|                        | F-16AM Fighting Falcon F-16BM Fighting Falcon | США                 | Многоцелевой истребитель    | 34              | Преимущественно поставлялись до 1991. Около 6 поставлялись с 1994. Устаревшие 18 F-16 планируется списать к 2014, а остальные — в 2016—2020. Дания обещала поставить самолёты Украине. |
| Тренировочные самолёты |                                               |                     |                             |                 | |
|                        | Saab Safari (MFI-17 Supporter)                | Швеция              | Учебный самолёт             | 27              | |
| Транспортные самолёты  |                                               |                     |                             |                 | |
|                        | C-130J-30 Hercules                            | США                 | Военно-транспортный самолёт | 4               | |
|                        | CL-604                                        | Канада              | VIP транспорт               | 4               | |
| Вертолёты              |                                               |                     |                             |                 | |
|                        | MH-60R Seahawk                                | США                 | Многоцелевой вертолёт       | 9               | |
|                        | AgustaWestland AW101                          | Великобритания      | Многоцелевой вертолёт       | 14              | |
|                        | AS550 Fennec                                  | Франция             | Многоцелевой вертолёт       | 8               | Ещё 4 вертолёта находятся в нелётном состоянии |

## Опознавательные знаки

Опознавательный знак ВВС Дании
Знак на киль

## Галерея

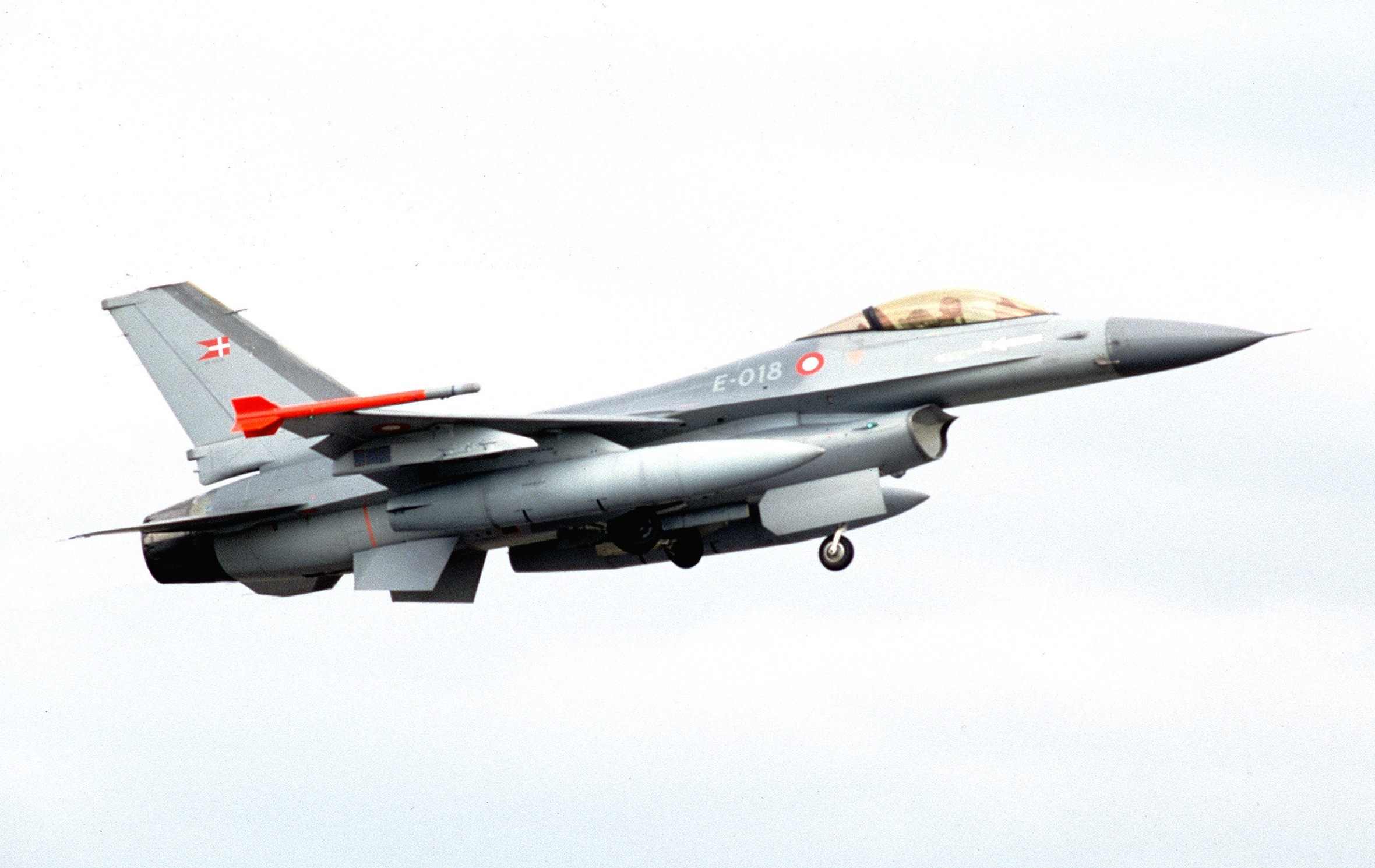
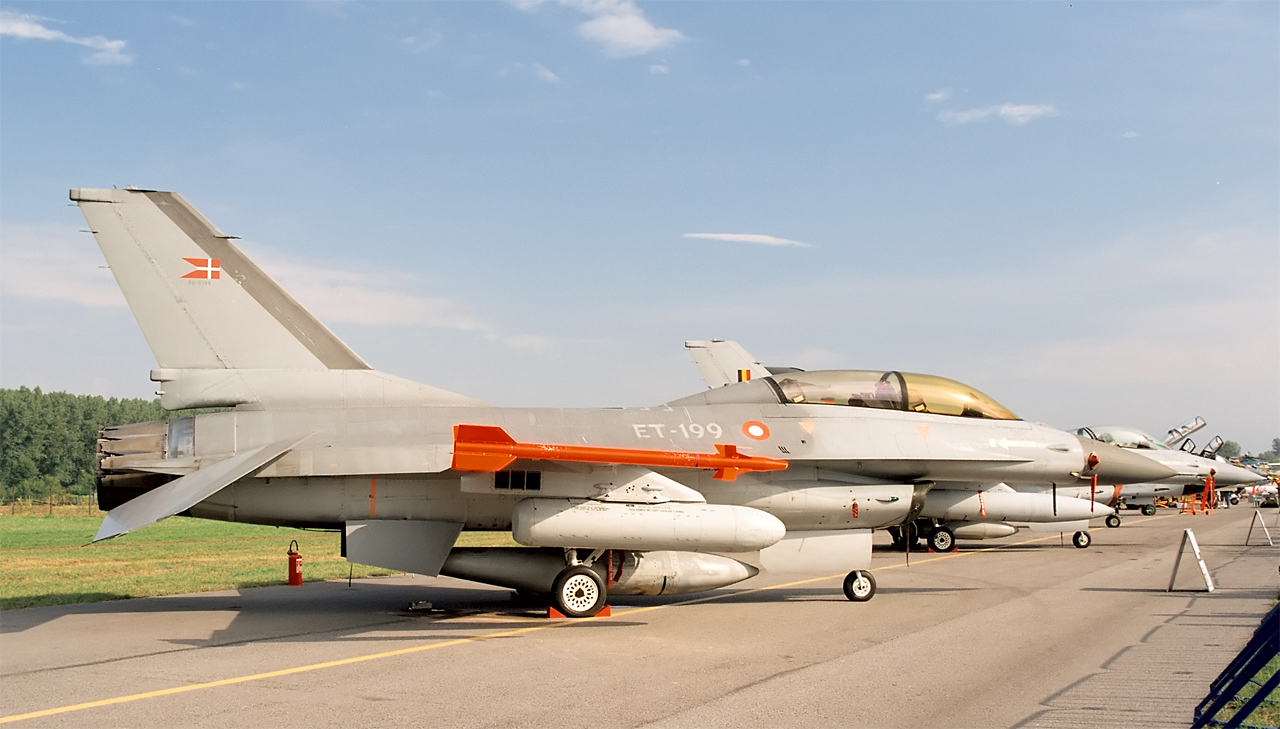
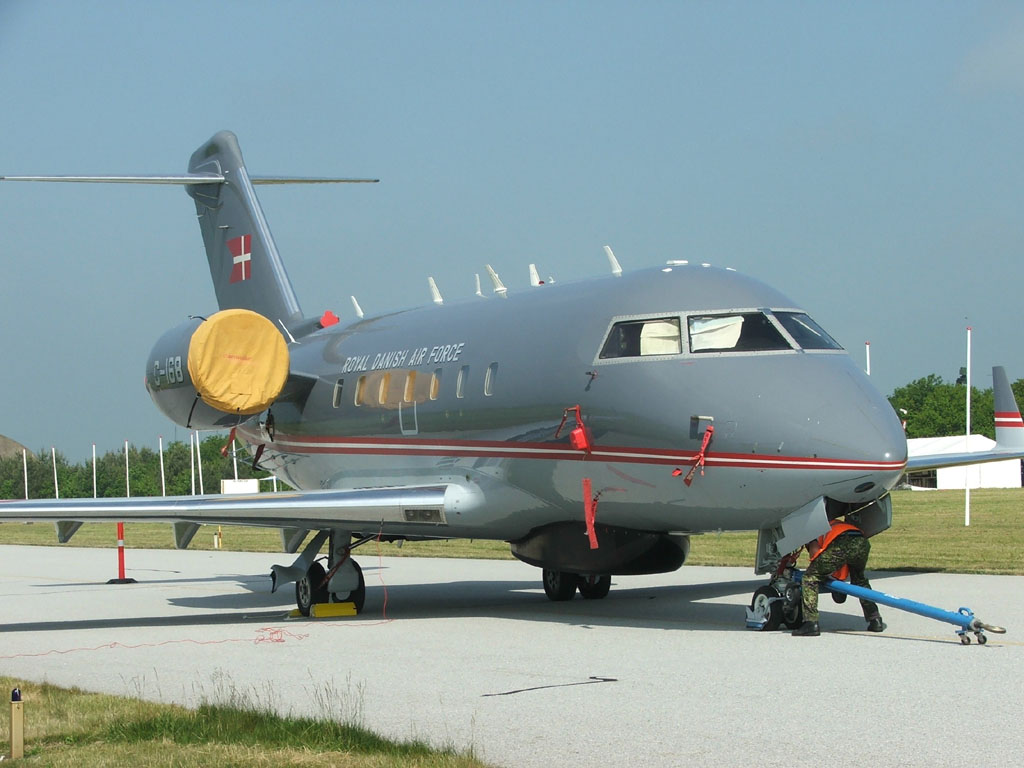
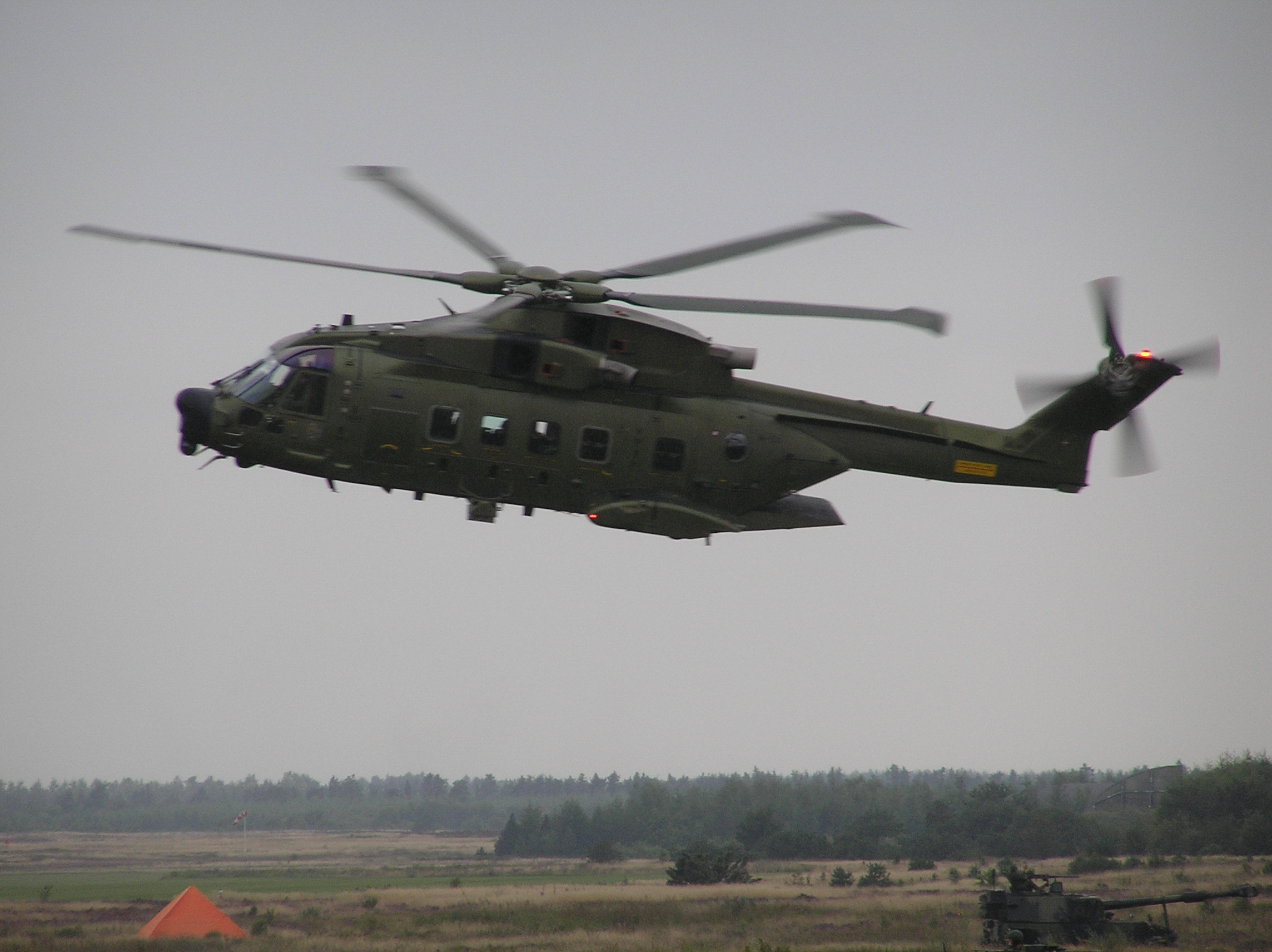
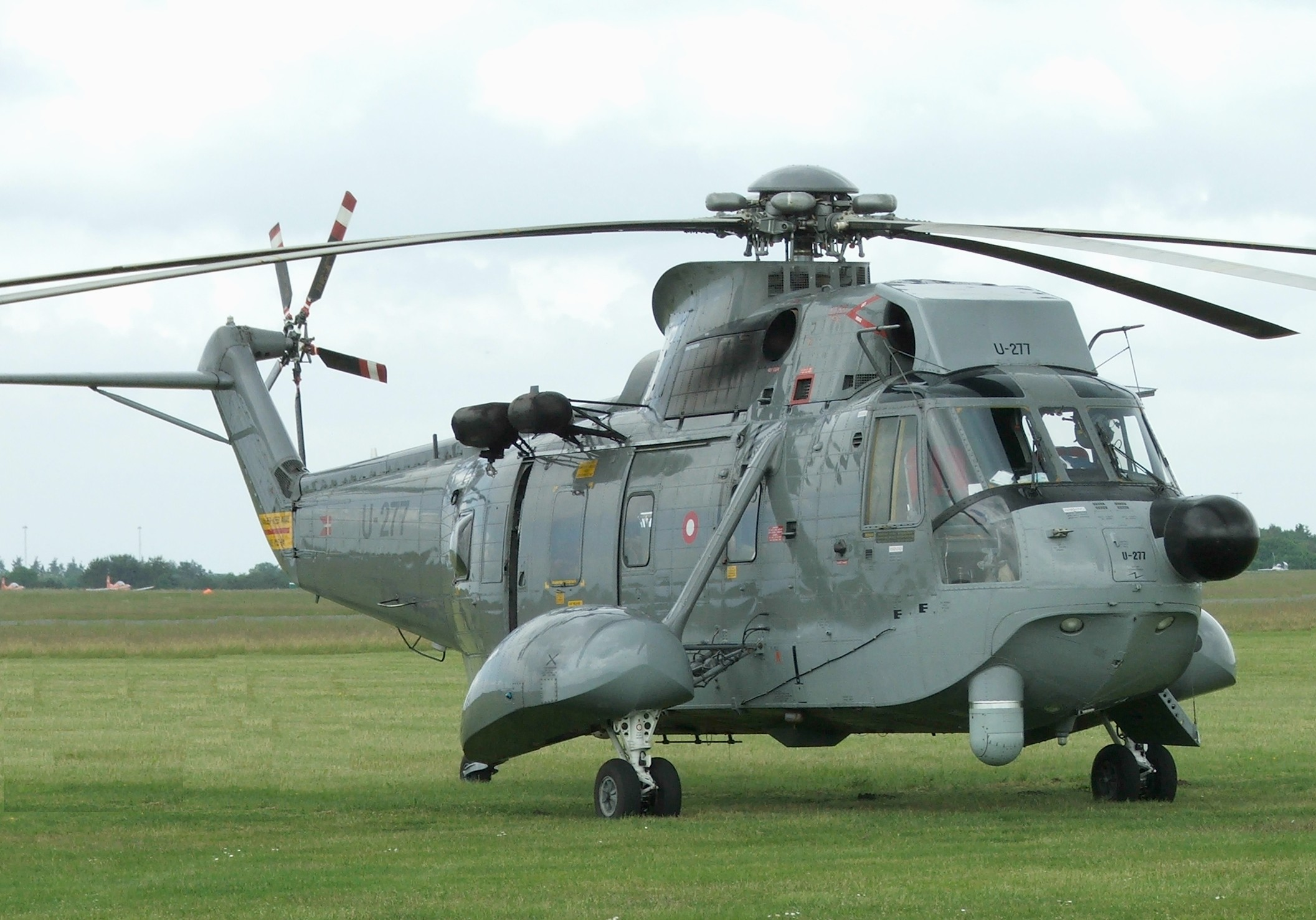

## Знаки различия

### Генералы и офицеры
| Категории               | Генералы      | Генералы          | Генералы          | Генералы       | Старшие офицеры | Старшие офицеры | Старшие офицеры | Младшие офицеры | Младшие офицеры   | Младшие офицеры       | Младшие офицеры   |
| ----------------------- | ------------- | ----------------- | ----------------- | -------------- | --------------- | --------------- | --------------- | --------------- | ----------------- | --------------------- | ----------------- |
|                         | 30px          | 30px              | 30px              | 30px           | 30px            | 30px            | 30px            | 30px            | 30px              | 30px                  | 30px              |
| Датское звание          | General       | Generalløjtnant   | Generalmajor      | Brigadegeneral | Oberst          | Oberstløjtnant  | Major           | Kaptajn         | Premierløjtnant   | Flyverløjtnant 1.grad | Flyverløjtnant    |
| Российское соответствие | Генерал армии | Генерал-полковник | Генерал-лейтенант | Генерал-майор  | Полковник       | Подполковник    | Майор           | Капитан         | Старший лейтенант | Лейтенант             | Младший лейтенант |

### Сержанты и солдаты
|                         |                   |               |             |          |                      |          | 30px            | 30px     | 30px    |
| Датское звание          | Chefsergent       | Seniorsergent | Oversergent | Sergent  | Værnepligtig sergent | Korporal | '               | '        | '       |
| Российское соответствие | Старший прапорщик | Прапорщик     | нет         | Старшина | Старший сержант      | Сержант  | Младший сержант | Ефрейтор | Рядовой |